# Col du Pré de Raves
Le col du Pré de Raves est un col secondaire dans le massif des Vosges. C'est un point de passage de la route des Crêtes (D 148).

## Toponymie
La chaume du Prey de Raves (1594), le Prey de Grave (1700).
Raves tire son origine du terme « rava », désignant le confluent de deux ruisseaux ou l'endroit où plusieurs cours d'eau se rejoignent.

## Géographie

### Situation
En lisière de la forêt domaniale de la Croix-aux-Mines, le col est accessible par la route départementale 148 qui relie le col des Bagenelles jusqu'au département des Vosges après le col du Calvaire, ou en empruntant la route Jean-François Pelet menant à la route forestière du Pré des Raves depuis le col de Mandray.

### Géologie
La vallée du Pré de Raves était englacée durant l'ère quaternaire.

## Histoire
Avant la Révolution, la chaume du Pré de Raves était partagée entre les ducs de Lorraine, qui en possédaient un tiers, et le monastère de Moyenmoutier, qui en détenait les deux tiers. Lorsque la chaume n'était pas louée, les religieux y faisaient paître leur bétail pendant l'été. En tant que propriété ecclésiastique, elle fut mise à la disposition de la Nation en 1789 et vendue en 1793. Au XIXe siècle, le Pré de Raves était utilisé à des fins agropastorales, avec un paysage caractérisé par un corps de ferme entouré d'une chaume de 200 mètres de large et d'environ 2 kilomètres de long,.
Le Pré de Raves fut également le théâtre de violents combats au début de la Première Guerre mondiale.

## Activités

### Sports d'hiver
En hiver, le col est fermé à la circulation pour faire place aux pistes de ski alpin et de fond entretenues par la station des Bagenelles.

### Randonnée
Il est traversé par le sentier de grande randonnée 531 qui passe par la tête du Violu, le col des Bagenelles et continue jusqu'au col du Bonhomme.